# 洛其湖
洛其湖（Loch Lochy）是蘇格蘭高地的一個淡水湖，面積16 km2（6.2 sq mi）。洛其湖的最大深度有70米（230英尺），是蘇格蘭第三深的湖泊。洛其湖位於尼斯湖西南16 km（10 mi），長約15 km（9 mi），寬約1 km（0.6 mi）。